# Vojkovice, Mělník
Vojkovice là một làng thuộc huyện Mělník, vùng Středočeský, Cộng hòa Séc.